# Università Federale di San Paolo
L'Università Federale di San Paolo (Unifesp) è un'università pubblica dello stato di San Paolo in Brasile ed è sostenuta dal Ministero dell'istruzione.

## Struttura
L'università comprende 7 campus distribuiti sullo Stato.